# Monohedotrochus epithecatus
Espèce
Statut CITES
Monohedotrochus epithecatus est une espèce de coraux appartenant à la famille des Caryophylliidae.